# 12205 Basharp
12205 Basharp è un asteroide della fascia principale. Scoperto nel 1981, presenta un'orbita caratterizzata da un semiasse maggiore pari a 2,5231111 au e da un'eccentricità di 0,0760022, inclinata di 1,45180° rispetto all'eclittica.